# Nedves kollódiumos eljárás
A nedves kollódiumos eljárás egy, (fényképészet-) történeti, ezüsthalogenid (-jodid, -bromid) érzékenyítésű, kollódium kötőanyagú negatíveljárás.

## Története
Mások kísérletei után Frederic Scott Archer dolgozta ki, és publikálta 1851-ben. Az 1850-es évektől az 1880-as évekig volt széles körű használatban. (Speciális célokra, változatait később is használták egészen a 20. század közepéig.) Ez az eljárás szorította ki az általános gyakorlatból a dagerrotípiát és a talbotípiát. Helyébe a 19. század végén a zselatinos szárazlemez lépett. Pozitívanyagaként a talbotípiánál is használatos só(s)papírt és az albuminpapírt használták leggyakrabban.

## Az eljárás
Tükörüveglapra (plánüveg), melyet előzőleg gondosan zsír- és portalanítottak, kollódiumot (alkohol és éter keverékében oldott kollódiumgyapotot) öntöttek fel, melyben előzőleg különféle – főleg jódsókat oldottak. A művelet jellegzetes, nagy gyakorlatot igénylő mozdulattal történt, melynek hatására a folyadék spirálszerű mozgás útján borította be az üveget.
Mikor a réteg kissé megszikkadt, érzékenyítették ezüst-nitrát savanyított oldatával. Rögtön (nedvesen) a gépbe helyezték, exponálták, előhívták. A hívás kezdetéig nem volt szabad megszáradnia, mert elvesztette érzékenységét. Ezért mindig közvetlenül felvétel előtt kellett elkészíteni az anyagot. Előhívásra vas-szulfát, vas-oxalát vagy pirogallol hatóanyagú – savas hívót használtak. Fixálása kálium-cianid, nátrium- vagy ammónium-tioszulfát oldatában történt.
Tökéletesítése során különféle rétegekkel próbálták lassítani száradását illetve ipari célra száraz kollódiumos réteget is használtak. Érzékenyítésében az ezüst-jodidot az ezüst-bromid egészítette ki, illetve váltotta fel.
Ezzel a technikával működött néhány más, főleg gyorsfényképészeti eljárás mint az ambrotípia, a ferrotípia korai változata és a pannotípia.

## Külső hivatkozások
- Történeti Fotóeljárások Magyarországon
- Archaltfotokonzerv – Fototechnika-Történeti (Egészen) Kis Lexikon.